# П'єр Омідьяр
П'єр Морад Омідьяр (перс. پیر مراد امیدیارангл. Pierre Morad Omidyar ; 21 червня 1967 року, Париж, Франція) — програміст, підприємець, менеджер і філантроп; засновник та голова ради директорів eBay; мільярдер з моменту проведення IPO eBay у 1998 році (на 2014 рік: № 47 у рейтингу 400 найбагатших американців за версією Forbes, статки — $8,5 млрд); з 2004 року разом із дружиною Памелою засновник та власник філантропічної інвестиційної компанії «Мережа Омідьяра» (англ. Omidyar Network), а також благодійного фонду Humanity United, що займається боротьбою з работоргівлею.
Омідьяр дав «Присягу дарування» (ініціатива Фонду Білла та Мелінди Гейтс та Воррена Баффетта), пообіцявши пожертвувати не менше половини особистого стану на благодійність.

## Біографія
П'єр Омідьяр народився 21 червня 1967 року в Парижі (Франція) в сім'ї іранських іммігрантів, які навчалися в університеті. Його мати Елаха Мір-Джалалі Омідьяр (перс. الهه میرجلالی امیدیار фр. Elahé Mir-Djalali Omidyar) здобула докторський ступінь з мовознавства в Сорбонні. Батько П'єра був хірургом.
Сім'я переїхала до США (штат Меріленд) у 1973 році, коли П'єр ще був дитиною.
Зацікавився інформаційними технологіями у дев'ятому класі під час навчання у Школі Потомака (англ. Potomac School) у Макліні (англ. McLean, Вірджинія, США).
1984 року закінчив Єпископальну школу св. Андрія (англ. St. Andrew's Episcopal School) у Потомаку (англ. Potomac; Меріленд, США).
В 1988 здобув ступінь бакалавра в галузі комп'ютерних наук в Університеті Тафтса в Медфорд/Сомервілл (Массачусетс, США).
Почав працювати у компанії Claris (підрозділ Apple Inc.), де займався модернізацією векторного графічного редактора MacDraw.
1991 року П'єр став співзасновником компанії Ink Development — стартапу з розробки комп'ютерів з жестовим інтерфейсом, яка пізніше переорієнтувалася на ринок електронної комерції і змінила назву на eShop.

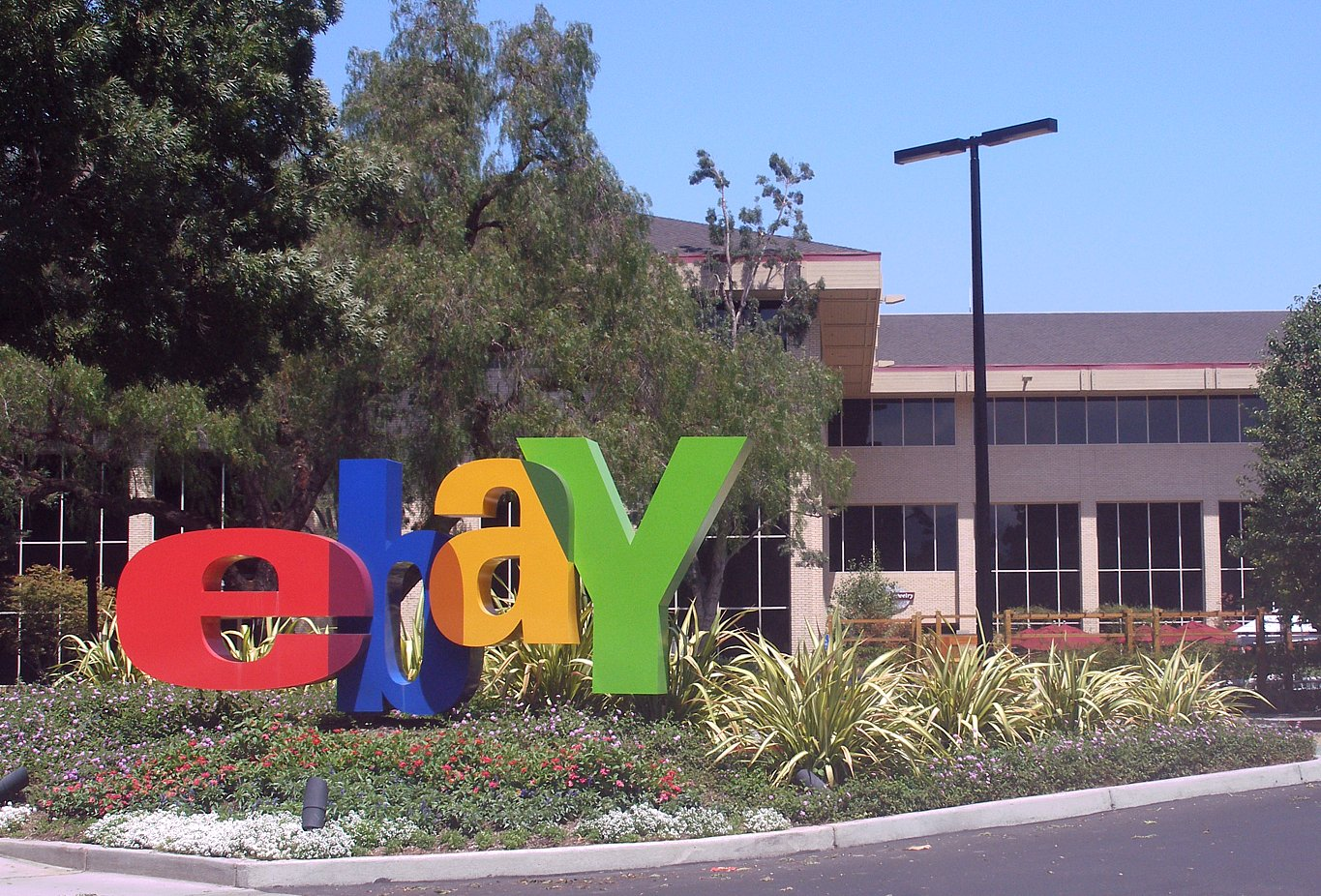
Штаб-квартира eBay у Сан-Хосе

У віці 28 років в 1995 почав писати код p2p торгової платформи, завершивши перший прототип в День праці в понеділок 4 вересня 1995. Розробку П'єр помістив у розділ Auction Web на своєму персональному сайті, який був присвячений епідемії хвороби, яку спричинив вірус Ебола. Відома історія про те, як eBay був створений для того, щоб наречена П'єра мала можливість обмінюватися іграшками-дозаторами PEZ з іншими колекціонерами, була вигадана 1997 року менеджером компанії зі зв'язків з громадськістю, що було пізніше підтверджено самою компанією.
Першим предметом, проданим на Auction Web, була несправна лазерна указка Омідьяра, за яку заплатили 13,83 долара. Зв'язавшись із покупцем, П'єр поцікавився у нього, «Чи зрозуміли Ви, що лазерна указка несправна?». У листі у відповідь покупець пояснив: «Я колекціонер несправних лазерних указок».
Хоча спочатку П'єр не ставив комерційних цілей Auction Web і перший час користування сайтом було безоплатним, згодом так народився і стрімкими темпами виріс найвідоміший на багато наступних років онлайн-аукціон.
Незабаром, у 1996 році, невелика плата, що стягується з кожного продажу, перевищила зарплату Омідьяра в General Magic і через дев'ять місяців П'єр вирішив всю свою увагу присвятити новій компанії.
1996 року П'єр Омідьяр прийняв в eBay першого співробітника — президента. Ним став Джеффрі Сколл.

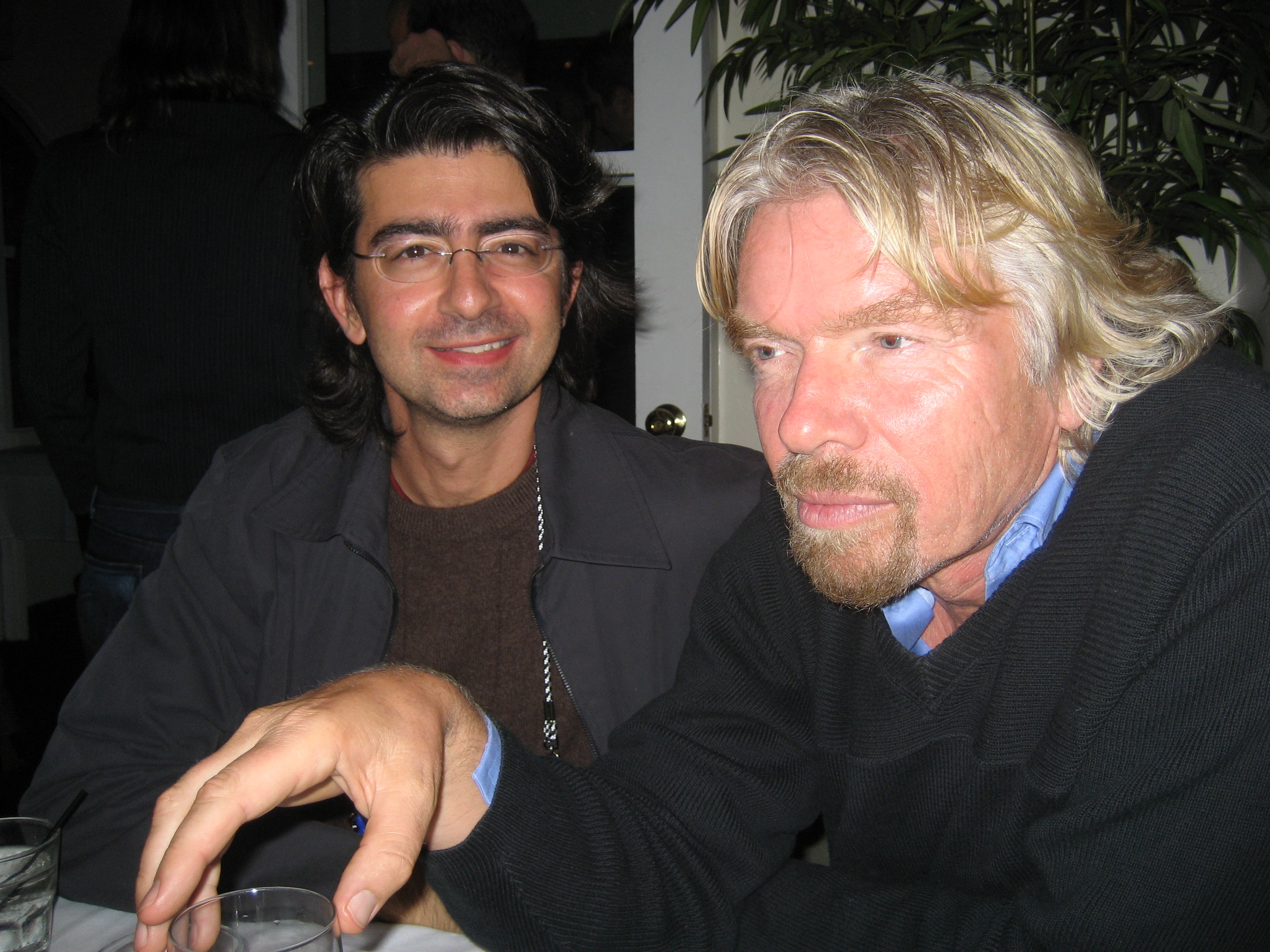
П'єр Омідьяр та Річард Бренсон

1996 року Омідьяр підписав ліцензійну угоду про продаж квитків на літак через eBay. На цей момент на сайті проводилося 250 000 аукціонів, а вже в середині 1997 приблизно 800 000.
У 1997 році eBay змінив назву компанії на ім'я сайту і почав агресивну рекламну кампанію.
У березні 1998 року Сколла в eBay змінила Маргарет Вітмен.
У вересні 1998 року eBay провів успішне публічне розміщення своїх акцій, після чого й Омідьяр, якому тоді був 31 рік, і Скол стали мільярдерами. Станом на липень 2008 року, 178 мільйонів акцій Омідьяра в eBay коштували орієнтовно 4,45 млрд доларів США.
У липні 2002 року eBay купує платіжну систему PayPal за 1,5 мільярда доларів США.

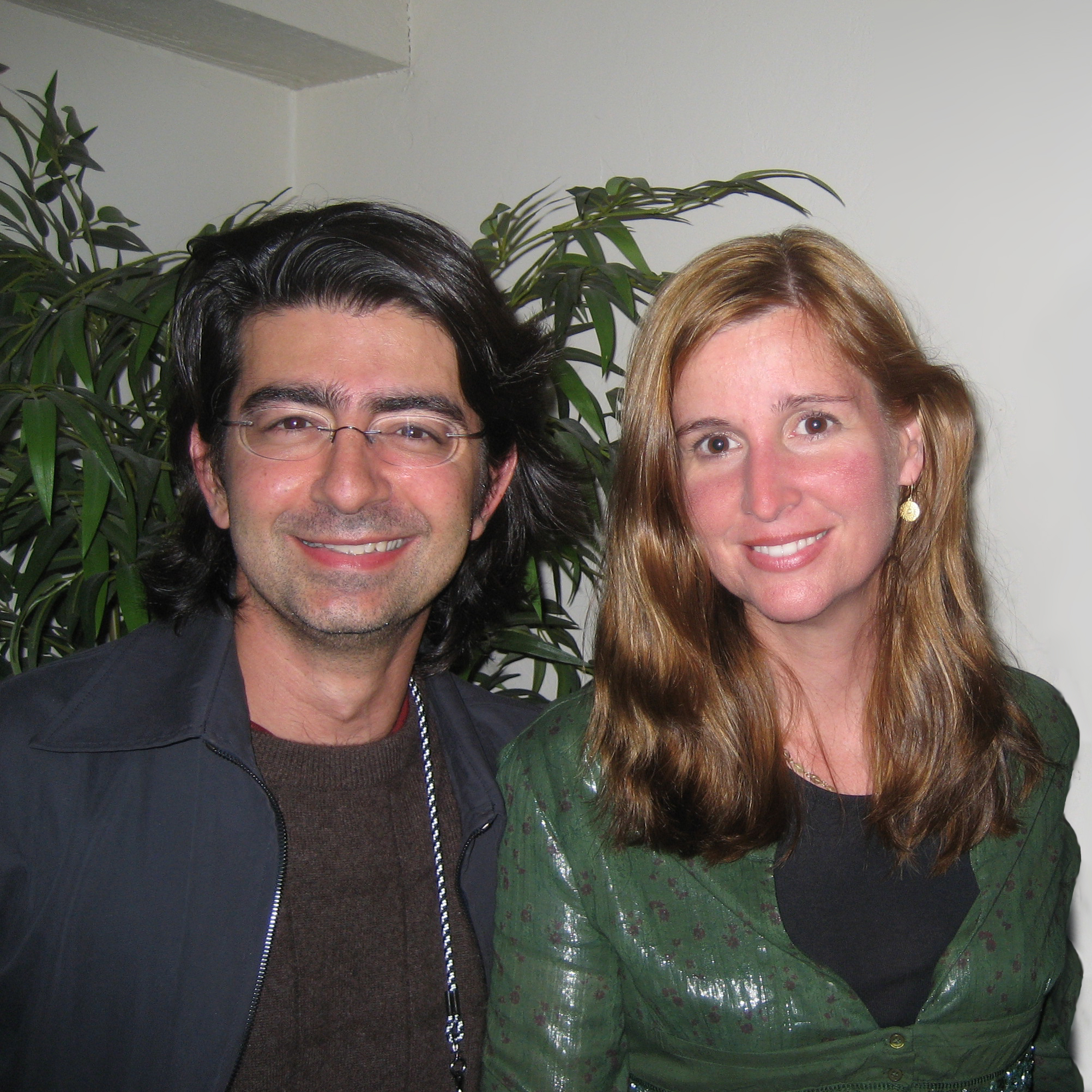
П'єр та Пем Омідьяр 8 березня 2007 року

У 2004 році П'єр спільно з дружиною Памелою створив філантропічну інвестиційну компанію Мережа Омідьяра (англ. Omidyar Network), що просуває ідеї Соціального підприємництва.
У серпні 2005 року eBay купує 30 % акцій компанії Skype за 2,6 мільярда доларів США, яку згодом продає Microsoft.
У 2013 році, після викриття Едварда Сноудена, Омідьяр оголосив про створення медіакомпанії First Look Media (видання The Intercept) спільно з колишнім журналістом британської газети The Guardian Гленном Грінвальдом (англ. Glenn Greenwald).
У 2014 році перейшов на 47 місце у списку найбагатших людей світу; на жовтень його статки склали 8,5 млрд доларів США.

## Особисте життя
П'єр Омідьяр одружений (жінка — Памела, Пем), у них троє дітей.